# Hapoel Petah Tikva (pallamano)
L'Hapoel Petah Tikva è una squadra di pallamano maschile israeliana con sede a Petah Tiqwa.

## Palmarès

### Titoli nazionali
- Campionato israeliano: 3
  - 1965-66, 1966-67, 1969-70.